# Lepteutypa cupressi
Lepteutypa cupressi är en svampart som först beskrevs av Nattrass, C. Booth & B. Sutton, och fick sitt nu gällande namn av H.J. Swart 1973. Lepteutypa cupressi ingår i släktet Lepteutypa och familjen Amphisphaeriaceae.   Inga underarter finns listade i Catalogue of Life.